# Synaxis strigata
Synaxis strigata är en fjärilsart som beskrevs av Bartlett-calvert 1893. Synaxis strigata ingår i släktet Synaxis och familjen mätare. Inga underarter finns listade i Catalogue of Life.